# Madranges
Madranges är en kommun i departementet Corrèze i regionen Nouvelle-Aquitaine i de centrala delarna av Frankrike. Kommunen ligger  i kantonen Treignac som tillhör arrondissementet Tulle. År 2022 hade Madranges 168 invånare.

## Befolkningsutveckling
Antalet invånare i kommunen Madranges
Referens:INSEE